# Nakayama Shimpei

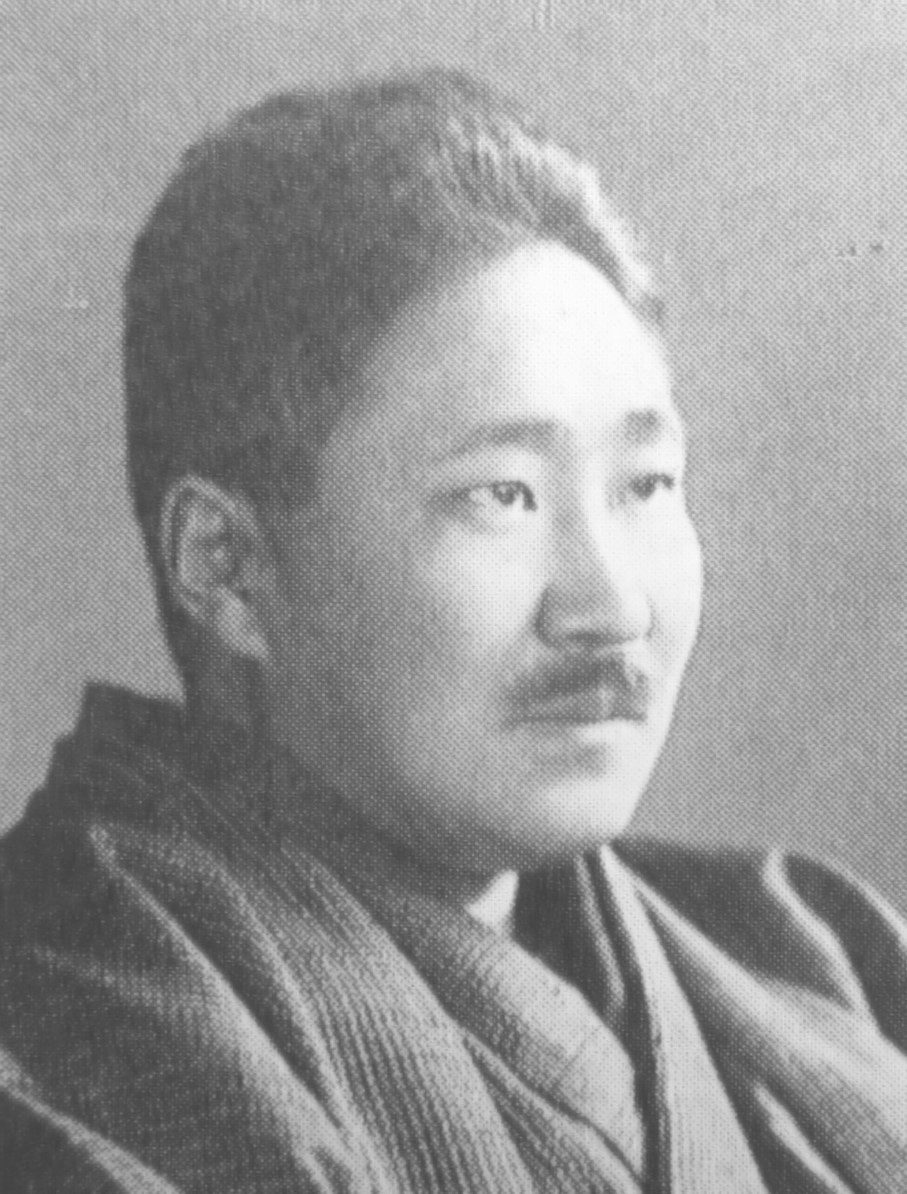
Nakayama Shimpei

Nakayama Shimpei (japanisch 中山 晋平; geboren 22. März 1887 im Dorf Shinno, Kreis Shimo-Takai (heute Stadt Nakano), Präfektur Nagano; gestorben 30. Dezember 1952 in Atami, Präfektur Shizuoka) war ein japanischer Liederkomponist.

## Leben und Wirken
Nakayama Shimpei besuchte ab 1908 die „Musikschule Tōkyō“ (東京音楽学校, Tōkyō ongaku gakkō). Er wurde 1914 bekannt mit dem Lied (カチューシャの唄, Kachūsha no uta), das von der Sängerin Matsui Sumako in einem Drama gesungen wurde, das auf Tolstois „Auferstehung“ basierte. Er wurde dann bekannt für seine Lieder im Stil japanischer Volkslieder, Festmusik, Kouta, also leichte Musik, und Kinderlieder. Seine „neuen Volkslieder“ (新民謡, Shim-min’yō) hatten großen Einfluss auf die Schlager „Ryūkōka“ (流行歌) der 1920er Jahre.
Die Texte stammten oft von bekannten Dichtern, beispielsweise von Noguchi Ujō (1882–1945), Kitahara Hakushū (1885–1942) und Saijō Yaso (1892–1970). Zu seinen Liedern, die immer noch häufig gesungen werden, gehören „Lied des Bootführers“ (船頭小唄, Sendo kouta) aus dem Jahr 1922, „Hafen von Habu (波浮の港, Habu no minato) 1928 und „Singen über Tōkyō“ (東京音頭, Tōkyō ondo) 1933. Insgesamt hat Nakayama über 3000 Lieder komponiert.
1987 wurde in Nagano ein Museum zum Gedächtnis an Nakamura Shimpei, das „Nakamura Shimpei kinenkan“ (中村晋平記念館) eröffnet. Dort kann man sich die Melodien seiner bekanntesten Stücke anhören.